# Plagulibasis
Plagulibasis is een geslacht van libellen (Odonata) uit de familie van de waterjuffers (Coenagrionidae).

## Soorten
Plagulibasis omvat 1 soort:
- Plagulibasis ciliata (Ris, 1913)